# Feuilleea rufa
Feuilleea rufa là một loài thực vật có hoa trong họ Cucurbitaceae. Loài này được (Hassk.) Kuntze mô tả khoa học đầu tiên năm 1891.